# Libero Leonardi
Libero Leonardi (Jesi, 1904 – Moie, 14 luglio 1944) è stato un partigiano italiano.
Medaglia d'oro al valor militare alla memoria.

## Biografia
Militante comunista e antifascista attivo durante la dittatura, fu tra i primi organizzatori della lotta partigiana nelle Marche. Commissario politico dei "Lupi della Montagna" (distaccamento della Divisione Garibaldi "Marche"), Leonardi operò prevalentemente nelle zone di Serra San Quirico e di Jesi, spingendosi nella fascia appenninica dell'anconetano per attaccare di sorpresa presidi e colonne militari nazifascisti. Catturato il 4 luglio del 1944 nel corso di un rastrellamento, Leonardi fu riconosciuto da un soldato tedesco, che poche settimane prima aveva generosamente salvato dalla fucilazione. Rinchiuso nell'ufficio postale di Moie, Leonardi fu selvaggiamente torturato per dieci giorni, per estorcergli notizie sulle formazioni partigiane. Quasi agonizzante, Leonardi fu fucilato in via Fabio Filzi, a Moie, cinque giorni prima che il Comune di Maiolati Spontini fosse liberato. Col commissario dei "Lupi della Montagna", fu messo al muro anche il partigiano Augusto Chiorri di Serra San Quirico. Sul luogo dell'esecuzione fu poi collocata una lapide che, nel 2005, è stata sostituita da un monumento, progettato dall'architetto Marco Battistelli, realizzato in Piazza Santa Maria. Nel 2006, nella ricorrenza del 25 aprile, il Comune di Maiolati Spontini ha concesso la cittadinanza onoraria a Leonardi, a Chiorri, al partigiano Giannino Pastori (caduto a Poggio San Vicino il 1º luglio 1944) e al parroco di Santa Maria, don Egidio Lorenzetti, che contribuì a salvare dai nazifascisti molti abitanti del luogo. A Libero Leonardi sono state intitolate strade a Roma e nella sua città natale. Dal 2004, Leonardi è anche ricordato in una pièce teatrale, Alla macchia (storia di Libero, Francesco, Ivo, Eraclio e…), che, con testo e regia di Gianfranco Frelli, è rappresentata in molti Comuni delle Marche in occasione dell'anniversario della Liberazione.